# Formica fossilabris
Formica fossilabris é uma espécie de formiga do gênero Formica, pertencente à subfamília Formicinae.